# Castroceniza
Castroceniza es un antiguo municipio, INE-095029, hoy una entidad local menor perteneciente al municipio de Quintanilla del Coco, comarca de Arlanza y provincia de Burgos, España. 
Su alcalde pedáneo en 2007-2011 fue Antonio Martín Alonso, del Partido Popular.

## Situación

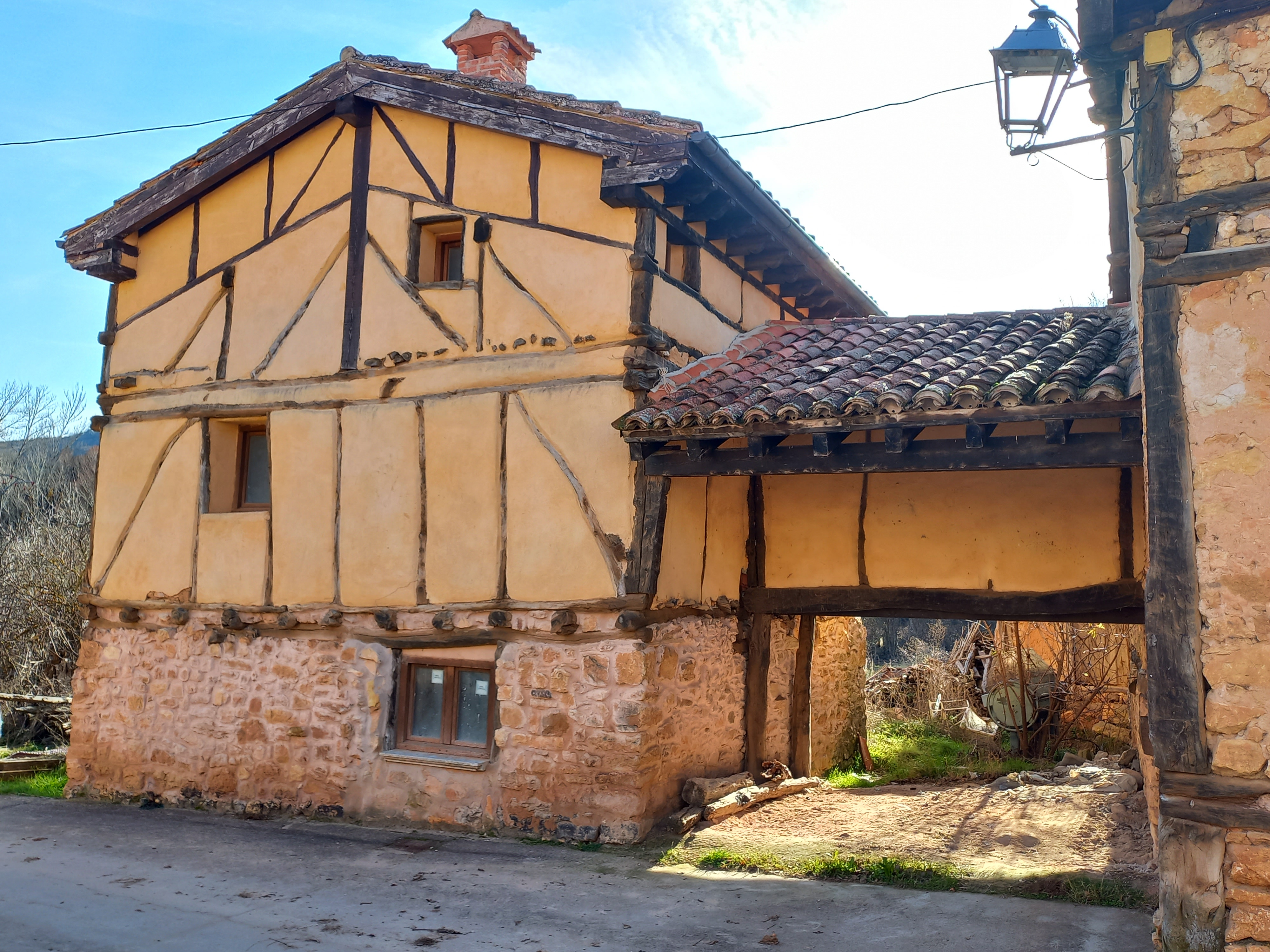
Arquitectura popular en Castroceniza.

Al norte del municipio, a 5 km de la capital, Quintanilla. En el valle formado por el río Mataviejas, junto a la localidad de Ura. En el espacio natural de los Sabinares del Arlanza. Una senda claramente señalizada y de baja dificultad une esta localidad con la población de Ura a través del cañón del río Mataviejas.

## Historia
Villa encuadrada en la categoría de “pueblos solos” del partido de Aranda de Duero, jurisdicción de realengo con alcalde ordinario.
A la caída del Antiguo Régimen queda constituido como ayuntamiento constitucional del mismo nombre, en el partido de Lerma perteneciente a la región de Castilla la Vieja. Contaba entonces con 58 habitantes.

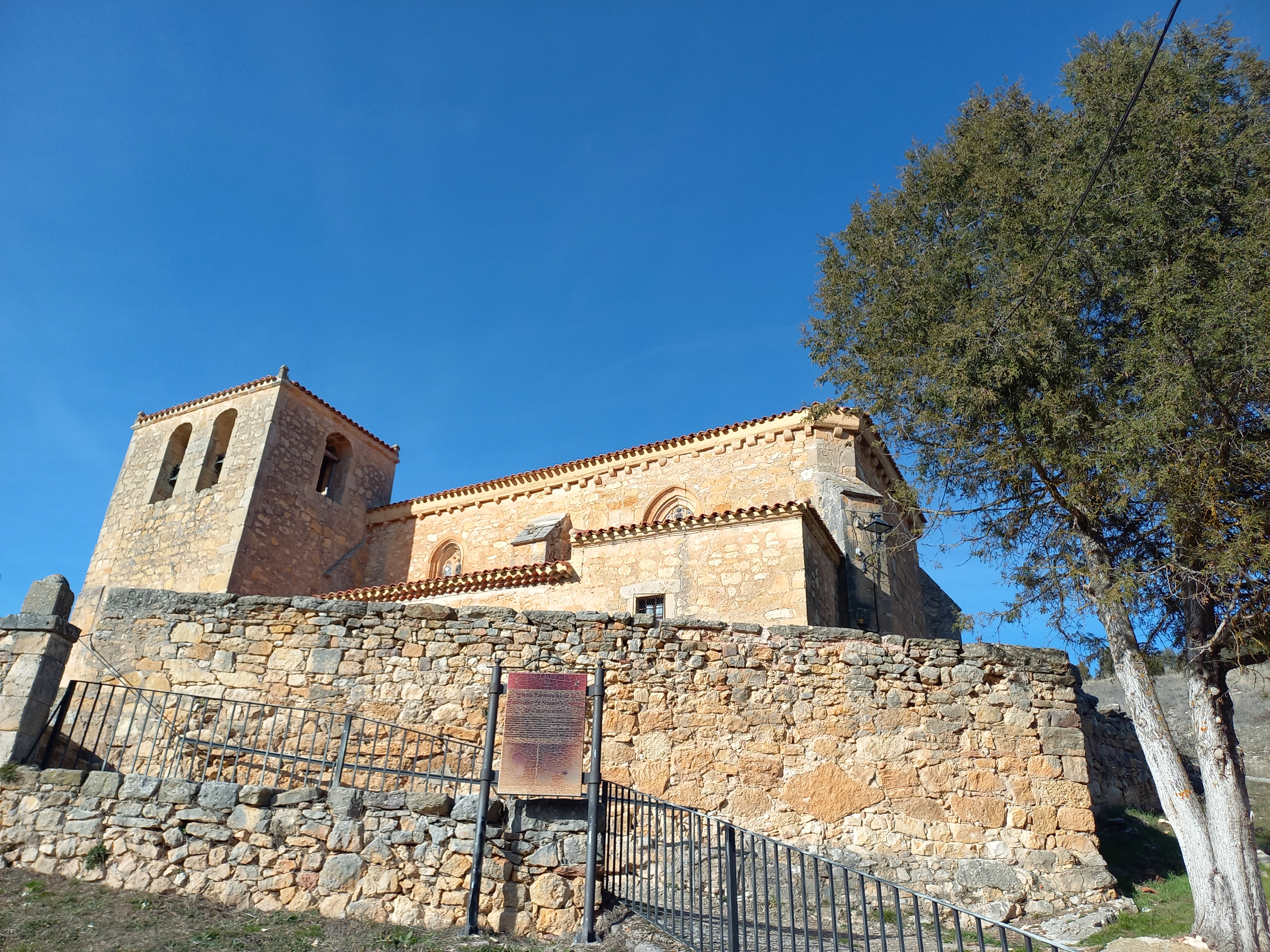
Vista de la iglesia parroquial.

Su iglesia presenta nave central de estilo gótico tardío, estando dedicada a la Asunción de Nuestra Señora.

## Población
Entre el censo de 1857 y el anterior, este municipio desaparece porque se integra en el municipio 09295 Quintanilla del Coco.
En 1842 se denominaba Castroceneza y contaba con 26 hogares y 58 habitantes. En 2006, contaba con 45 habitantes.

## Personajes ilustres
Dos abades del monasterio de Santo Domingo de Silos fueron naturales de Castroceniza:
- Luciano Serrano y Pineda (Castroceniza, 1879 - Burgos, 17 de julio de 1944), medievalista e investigador de la Edad Media castellana, miembro de la Real Academia de la Historia.  Fue Abad de Silos entre 1917 y 1944. También perteneció al Consejo de la Hispanidad.
- Pedro Alonso Alonso (Castroceniza, 20 de febrero de 1918[2] - Burgos, 6 de julio de 1988), que fue abad desde primeros de diciembre de 1961 hasta su renuncia por enfermedad el 30 de abril de 1988. La ceremonia de bendición abacial fue celebrada el 26 de marzo de 1962 con gran presencia de autoridades, entre los que destacaban el ministro de comercio Alberto Ullastres, el obispo Luciano Pérez Platero y el historiador fray Justo Pérez de Urbel.[3]  Dom Pedro murió dos meses después de su renuncia por un derrame cerebral en el Hospital General Yagüe de Burgos.[4]